# Zwarcie międzyfazowe
Zwarcie międzyfazowe (także międzyprzewodowe) – zwarcie pomiędzy przynajmniej dwoma przewodami liniowymi. Może być związane z zwarciem doziemnym, ale nie musi.